# Abkommen von Kelowna
Beim Abkommen von Kelowna (engl. Kelowna Accord, franz. Accord de Kelowna) handelt es sich um ein Arbeitspapier mit dem Titel „Strengthening Relationships and Closing the Gap“ (Die Beziehungen stärken und die Kluft überbrücken). Dieses Arbeitspapier wurde 2005 unter der Regierung des kanadischen Premierminister Paul Martin und Führern der Ureinwohner Kanadas ausgearbeitet. Auf dessen Grundlage sollten Lebensbedingungen, Bildung und Ausbildung sowie Beschäftigungssituation der Ureinwohner verbessert werden. Dazu sollte die Finanzierung durch die Regierung zugesagt und Programme entwickelt werden. Der Text erschien erstmals im Januar 2006 im Toronto Star, jedoch ohne es „Kelowna Accord“ zu nennen, wie es sich bald einbürgerte.
Eigentlich handelte es sich um mehrere, im Laufe von 18 Monaten erarbeitete Dokumente, die im Unterhaus als „Dokumente, die zu den Kelowna Accords gehören“ vorgelegt wurden.
Die Pressemitteilung aus dem Büro des Premiers vom 25. November 2005 nannte fünf Milliarden Dollar, die innerhalb der nächsten zehn Jahre angelegt werden sollten, ohne jedoch die Lastenverteilung genauer zu spezifizieren, die sich dadurch für die verschiedenen Instanzen der Regierung, der Provinzen bzw. Territorien und der Stämme ergaben.
Als die Regierung unter dem als Nachfolger Paul Martins gewählten konservativen Premier Stephen Harper am 2. Mai 2006 ihr Budget vorstellte, bekannte sie sich zwar zu den Zielen des Kelowna Accord, doch nicht zur Finanzierung, wie sie die Pressemitteilung genannt hatte. Die Mitglieder der ehemaligen Regierung konnten allerdings auch kein unterzeichnetes Abkommen vorweisen. Am 21. März 2007 lehnte die Regierung bei einer Abstimmung erneut die Budgetierung ab.
Seit 2006 bemühen sich die führenden Organisationen der Ureinwohner um die Inkraftsetzung der Vereinbarung, bisher vergebens.
Nach einem Bericht der CBC News vom 21. November 2006 beinhaltete der Kelowna Accord, dessen Text auf der Seite des Privy Council Office inzwischen nicht mehr auffindbar ist, Folgendes: 1,8 Milliarden $ für Bildung, ein neues Schulsystem, Lehrerausbildung, Identifizierung von Kindern „mit besonderen Bedürfnissen“, 1,6 Milliarden für Hausbau, einschließlich 400 Millionen für die Bereitstellung genießbaren Trinkwassers, 1,3 Milliarden für Gesundheitsdienste, schließlich 200 Millionen für die wirtschaftliche Entwicklung.